# Carex litorhyncha
Carex litorhyncha är en halvgräsart som beskrevs av Adrien René Franchet. Carex litorhyncha ingår i släktet starrar, och familjen halvgräs. Inga underarter finns listade i Catalogue of Life.